# Hold-up à l'italienne
Hold-up à l'italienne è un film per la televisione del 2008 scritto e diretto da Claude-Michel Rome.

## Trama
Un truffatore e scassinatore, da anni fa credere alla moglie di essere un agente immobiliare. Lei, ispettore doganale, gli fa credere da anni di essere un avvocato, ma una rapina in Italia andrà via via infrangendo le rispettive menzogne.